# Hermann Föttinger
Hermann Föttinger (9 de febrer de 1877 a Nuremberg - 28 d'abril de 1945 a Berlín) va ser un enginyer i inventor alemany, al llarg de la seva vida va presentar més de 100 sol·licituds de patents, però la més notable fou la invenció del convertidor de parell (per acoblament de fluids), utilitzat entre moltes altres aplicacions en les transmissions automàtiques.

## Carrera professional
De 1895 a 1899 Hermann Föttinger va estudiar enginyeria elèctrica a la Universitat Tècnica de Múnic.

### AG Vulcan Stettin
Des de 1904 va treballar com a dissenyador en cap a la drassana AG Vulcan Stettin, va ser el responsable de la introducció i proves de noves turbines de vapor, durant aquest temps va desenvolupar l'acoblament de fluids constituït per una bomba i una turbina en una unitat que per a més desenvolupament va donar lloc a la transmissió automàtica automobilística.

### Technische Hochschule de Danzig
El 1909 va obtenir un lloc a la Technische Hochschule de Danzig on va iniciar l'institut de tecnologia de dinàmica de fluids.

### Universitat Tècnica de Berlín
El 1924 va ocupar un lloc de cap de l'actual departament de física i turbines de la Universitat Tècnica de Berlín, on va romandre fins a la seva mort per fragments de granades l'abril de 1945.

## Assoliments

### Dinàmica de fluids
Föttinger va establir les bases de la dinàmica de fluids d'Euler a partir de William John Macquorn Rankine i Hermann von Helmholtz fins als seus usos actuals en la capa límit de les ales de l'avió i la teoria de la propulsió.

### Carroceries
Juntament amb Franz Kruckenberg va fundar la Flugbahn-Gesellschaft mbH per a desenvolupar els Schienenzeppelins (cotxes de ferrocarril).

### Motors de combustió interna
Les patents de Föttinger per a motors de combustió interna inclouen:
- US1636050, Device for damping the oscillations of multiple crank shafts[3]
- US2244453, Scavenging of two-stroke cycle internal combustion engines[4]